# 世にも奇妙な物語 2013年 秋の特別編
『世にも奇妙な物語 2013年 秋の特別編』（よにもきみょうなものがたり 2013ねんあきのとくべつへん）は、2013年10月12日（土）21:00 - 23:10にフジテレビ土曜プレミアム枠で放送された『世にも奇妙な物語』の特別編。

## 0.03フレームの女

### あらすじ
映像編集スタジオに務める日暮美和（夏菜）は、アシスタントの苅谷（宮田俊哉）とともに、とある映画作品の映像にCG処理などの特殊効果を施す仕事に追われていた。深夜に作業をしていた美和は、主演女優が旧家の町並みを歩いているカットの、暗く細い家同士の隙間に女が立っているのを見つけてしまう。女の顔を拡大してみると目と口を大きく開いて叫んでいるうえに、前後のフレームにはこの女は映り込んでいなかった。それから数日後、試写会でその映画を見た周りの人物が次々と死亡していく不可解な現象が起こり…。

### キャスト
- 日暮美和 - 夏菜
- 苅谷サトシ - 宮田俊哉（Kis-My-Ft2）
- 三田村 - 野間口徹
- 山本 - 村杉蝉之介
- 女 - 李そじん
- 監督 - 池田ヒロシ
- 前田 - 森桃子
- 司会者 - 羽田真
- 受付係 - 大久保洋子
- スタッフ - 川畑博稔
- 『黒の焦点』の男 - 荒井志郎
- アナウンサー - 内田嶺衣奈（フジテレビアナウンサー）
- 嶺川麗子 - 遠野なぎこ

### スタッフ
- 原作 - 小中千昭『0.03フレームの女』（廣済堂出版『時間怪談―異形コレクション10』所載）
- 脚本 - 北川亜矢子
- 演出 - 松木創（共同テレビ）

## 水を預かる

### あらすじ
売れない劇作家のユノモトナオヤ（香取慎吾）のもとに、隣人の女子大生・水野（夏帆）が大量のペットボトルに入った水を持って現れ、「水を預かってもらえませんか？」と頼まれる。ユノモトは預かった水を前に、水を預ける理由をめぐってさまざまな推理や妄想を繰り広げる。

### キャスト
- ユノモトナオヤ - 香取慎吾
- 水野 - 夏帆
- ハンサムさん - 田中要次
- ヨシコ - 松金よね子
- ヨシオ - 森下能幸
- キャンプ場の男女 - 森岡龍、桔花、牧野愛、垣花理乃、新垣こづ枝、福山莉恵、深沢翼、小林勉

### スタッフ
- 原作 - 淺川継太『水を預かる』（講談社）
- 脚本 - 小川真
- 演出 - 石井克人

## 人間電子レンジ

### あらすじ
勤続30年でいまだ平社員である営業マンの久米清（志賀廣太郎）は、社内で肩身の狭い思いをしていた。娘の朋美（真野恵里菜）はそんな父を心配し、入れば誰でも心が熱くなるという人間電子レンジこと「ハートレンジ」を購入してくる。

### キャスト
- 久米清 - 志賀廣太郎
- 久米朋美 - 真野恵里菜
- 久米和江 - 山野海
- 西口 - 須田邦裕
- 吉岡 - 篠原真衣
- 部長 - 清水伸
- マナーの悪い若者 - 堂本佳希
- ひったくり - 上野山浩
- 社員 - 小川智弘、沼倉計太
- 得意先社長 - 紺野相龍、服部一貴
- 主婦 - 保科雅子
- 老婆 - 立花訓子

### スタッフ
- 原作 - 竹本友二『人間電子レンジ』（『8はち』所集 / 小学館）
- 脚本 - 加藤公平
- 演出 - 植田泰史（共同テレビ）

## 仮婚

### あらすじ
27歳独身で彼氏もいないOLの盛田成美（石原さとみ）は、「仮婚相談員」と名乗る怪しい男・並木（北村有起哉）に「仮婚」というシステムを紹介される。結婚を焦ってはいないが興味はあると思っている女性のために提供される「二日間限定の結婚」であり、三つのプランに分けられている擬似結婚を体験できるのだという。

### キャスト
- 盛田成美 - 石原さとみ
- 並木三郎 - 北村有起哉
- 小平雄一 - 笠原秀幸
- 中野和義 - 角田晃広（東京03）
- 大崎進 - 山中崇
- 茜 - 加賀美セイラ
- 目黒 - 小田桐一
- 典子 - 川面千晶
- 早苗 - 涌井とも子

### スタッフ
- 脚本 - 和田清人
- 演出 - 元村次宏

## ある日、爆弾がおちてきて

### あらすじ
予備校生の遠山聡（松坂桃李）のもとに、「人間型の爆弾」を名乗る女の子・パルカ（黒木華）が降ってきた。高校時代の同級生・永峰はるかと瓜二つである彼女は、胸に付いている時計の針が12時をさすと爆発すると主張する。その時計の針は胸のドキドキで進むと言い張るパルカは、聡を強引にデートに誘い出す。

### キャスト
- 遠山聡 - 松坂桃李
- パルカ / 永峰はるか - 黒木華
- 久米辰美 - 大西礼芳
- はるかの母 - 渡辺杉枝
- 予備校講師 - 荒木義彰
- 同級生 - 樋口翔、椎葉昌紀

### スタッフ
- 原作 - 古橋秀之『ある日、爆弾がおちてきて』（電撃文庫『ある日、爆弾がおちてきて』所載／アスキー・メディアワークス刊）
- 脚本 - 和田清人
- 演出 - 城宝秀則（共同テレビ）

## 各話リスト
| 話数  | サブタイトル             | 脚本       | 監督     | 主演       | 原作     | 視聴率 |
| ----- | ------------------------ | ---------- | -------- | ---------- | -------- | ------ |
| 第1話 | 0.03フレームの女         | 北川亜矢子 | 松木創   | 夏菜       | 小中千昭 | 12.6%  |
| 第2話 | 水を預かる               | 岡めぐみ   | 石井克人 | 香取慎吾   | 淺川継太 | 12.6%  |
| 第3話 | 人間電子レンジ           | 加藤公平   | 植田泰史 | 志賀廣太郎 | 竹本友二 | 12.6%  |
| 第4話 | 仮婚                     | 和田清人   | 元村次宏 | 石原さとみ | -        | 12.6%  |
| 第5話 | ある日、爆弾がおちてきて | 和田清人   | 城宝秀則 | 松坂桃李   | 古橋秀之 | 12.6%  |